# Infierno, canto decimoquinto

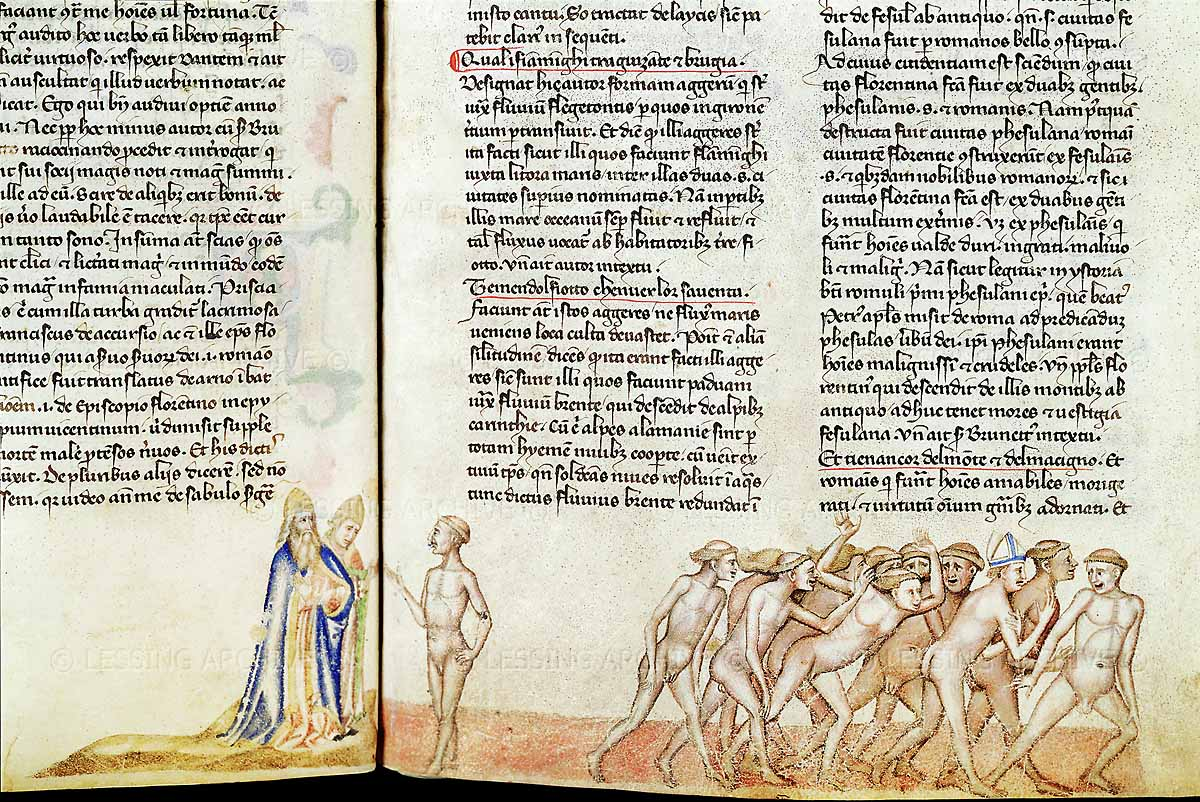
Los sodomitas, ilustración sobre un manuscrito, Guido de Pisa, cerca del 1345.

El canto decimoquinto del Infierno de Dante Alighieri se sitúa en el tercer giro del séptimo círculo, donde son castigados los violentos contra Dios, naturaleza y arte. Estamos en el alba del 9 de abril de 1300 (Sábado Santo), o según otros comentadores del 26 de marzo de 1300.

## Incipit
Canto XV, ove tratta di quello medesimo girone e di quello medesimo cerchio; e qui sono puniti coloro che fanno forza ne la deitade, spregiando natura e sua bontade, sì come sono li soddomiti.

## Análisis del canto

### Los sodomitas - versos 1-21
Dante y Virgilio están caminando por uno de los diques de piedras del río Flegetonte, única zona del giro que no fue castigada por las llamas del tercer giro del círculo VII, aquel de los violentos contra Dios y naturaleza. Los vapores que el río libera apagan las llamas. Para describir los diques, Dante, los compara con aquellos de los flamingos entre Wissant y Brujas, y a aquellos que los paduanos tienen para defender sus ciudades y castillos de las crecidas del Brenta cuando desde Carinzia se derriten las nieves por el calor. El poeta enfatiza que los diques infernales no son grandes.
Después de haber visto un blasfemador en el canto precedente (Capaneo), éste y el próximo son cantos dedicados a los sodomitas, es decir a aquellos que tuvieron actitudes contra la naturaleza. Ellos corren desnudos sin parar sobre la "playa" ardiente y son los pecadores más numerosos del giro (Inf. XIV, v.25). Ellos también son los menos malvados porque Dante dice que el contacto entre el suelo ardiente es la condición más dolorosa porque corresponde a culpas más graves (de los blasfemadores y de los usureros, respectivamente echados al suelo y sentados). La sodomía estaba difundida proverbialmente en Florencia (basta pensar que en alemán el término que indica sodomitas es Florenzen y el verbo zu florenzen significa "sodomizar") y en este giro Dante encontrará dos veces conciudadanos con los cuales hablará. En todo caso el "pecado" es considerado en la más amplia de las concesiones: no solamente relaciones homosexuales, sino también heterosexuales, y no había distinción entre quien tomaba parte activamente o pasivamente (en este caso también una mujer, si así lo había querido, podía ser acusada de sodomía).
Igualmente durante los tres cantos dedicados a este giro no hace nunca mención del pecado de sodomía: para saber de qué son condenados estos pecadores se debe retornar al canto XI donde, durante la explicación general del Infierno, se habla en el verso 50 de "Soddoma"
En tanto Dante y Virgilio se han encaminado dejando atrás la selva de los suicidas (Dante dice que aunque hubiese girado no habría podido discernir nada, por el aire tenebroso del infierno y por el denso "humo"). Las almas que van en grupo ven a los dos poetas, altos sobre el dique, como se ve la luna nueva, es decir endureciendo los ojos por la poca luz, como también - segunda similitud - hace el viejo sastre para enfilar la punta de la aguja. Una interpretación más respetuosa del texto parte de la observación que al tiempo de Dante, cuando no existía la iluminación pública, en las calles de la ciudad se veía solo en las noches de luna luminosa. Cuando en cambio se estaba en fase de novilunio ("bajo nueva luna", v. 19), con la luna que no se distinguía o aparecía como una tenue hoz en el horizonte, para ver era necesario afilar la vista apretando los párpados, como hacía el viejo sastre para hacer pasar el hilo en el ojo de la aguja.

### Brunetto Latini - vv. 22-60

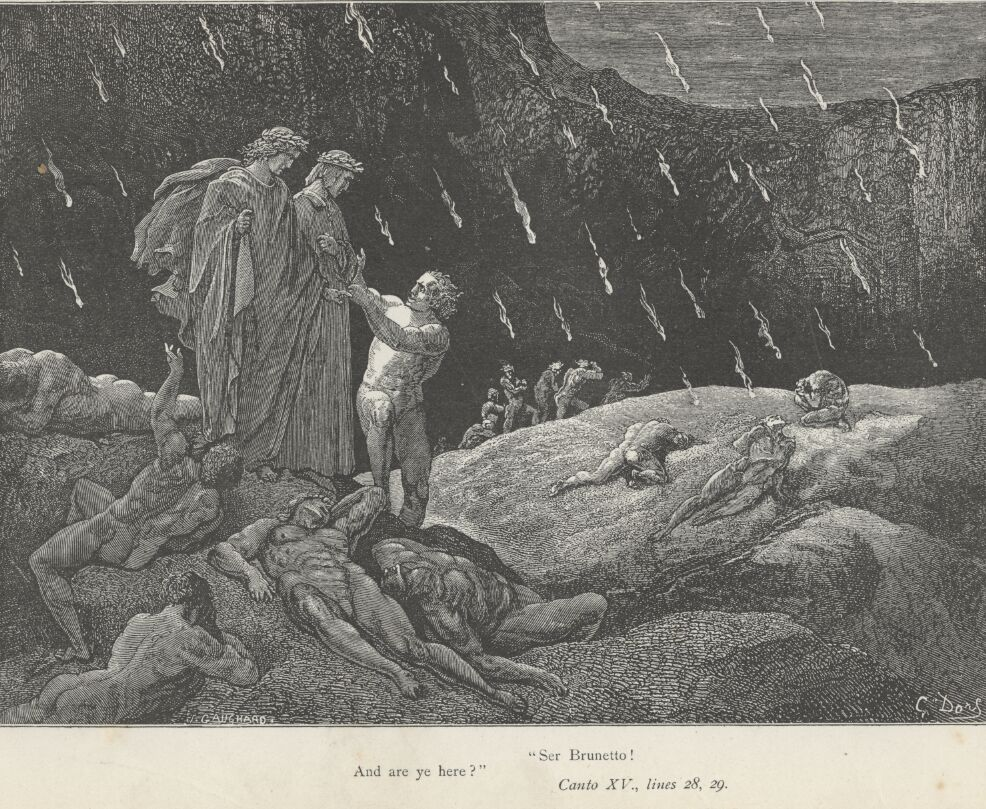
El encuentro con Brunetto, ilustración de Gustave Doré.

Mientras Dante es observado en este modo, un condenado lo reconoce y con mucha familiaridad lo toma de su ropa y grita "¡Maravilla!" (v. 24). El poeta, a pesar del pésimo aspecto quemado del condenado, lo reconoce como Brunetto Latini, y se dirige a él con el tono de alguien conocido: "¿Vos aquí, maestro Brunetto?"
"Maestro" es un signo de referencia, debido entre otras cosas al hecho que Latini era un notario y que fue para Dante un maestro. Muchos han enfatizado como aquel "aquí" indica cierta sorpresa en Dante que quizás hace de cuenta que no conoce el pecado de Brunetto.
Él, que fue maestro y fuente de sabiduría para Dante, le pide ahora, en el Infierno si no le disgusta caminar un poco, dejando por un momento su grupo, a lo que Dante responde bien feliz: "Cuanto pueda os lo ruego; y si queréis que juntos nos sentemos lo haré, si place a aquel que va conmigo (Virgilio)". Entonces Brunetto se apresura a explicar que los condenados como él no puedan nunca detenerse, pena la inmovilidad por cien años en la arena ardiente, por lo tanto es mejor que los dos caminen, antes que Latini se reúna con su grupo "que va llorando sus eternos daños". Entonces Dante entiende y prosigue teniendo el rostro inclinado, prestando atención a no caer donde se encontraba él.
Brunetto inicia preguntando qué hace vivo en el reino de los muertos y quien es su guía. Dante responde hablando de cómo se perdió "por una selva oscura" antes que su edad estuviese llena. Allí apareció Virgilio que lo conduce en este viaje antes de llevarlo a casa.
Brunetto asiente con la cabeza a Dante y le dice que si hubiese sabido que su tarea era así de importante, antes de morir lo habría ayudado con sus enseñanzas. En práctica, lo está alabando como discípulo excepcional y lo está exhortando a perseverar en la vida virtuosa.

### Brunetto habla de Florencia y profetiza el exilio de Dante - vv. 61-99

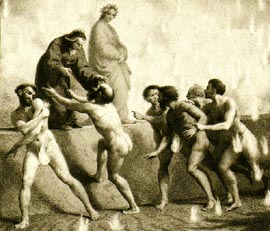
Brunetto Latini en el Inferno, ilustración de Francesco Scaramuzza.

Brunetto Latini pasa después a hablar de Florencia y anuncia el exilio de Dante, ya citado en el canto X, en la conversación con Farinata degli Uberti.
Dice que Dante tendrá como enemiga la parte fiesolana de Florencia, esa que, citando la leyenda sobre la antigua Florentia narrada por Giovanni Villani, se mezcló con la virtuosa población romana y que con su índole ruda y áspera es causa de continuos conflictos internos en la ciudad.
Brunetto después inicia una serie de ejemplos de gusto "proverbial" que impregnan este canto y que son uno de los ejemplos de como Dante modifica el estilo de su poesía en función de los personajes de los cuales habla. Brunetto, como autor de aquella especia de enciclopedia medioeval del Livre du trésor es aquí caracterizado por lo tanto con un lenguaje culto y rico de referencias. Otro ejemplo muy evidente de estas elecciones lingüísticas se vio en el canto de Pier della Vigna (Inf. XIII), mientras por ejemplo en las Malebolgias el poeta elegirá el lenguaje más bajo y popular posible.
Brunetto dice que no conviene que un dulce higo crezca entre los ásperos serbales (una fruta muy agria usada para alimentar a los animales y comestible para los humanos solo después de una larga maduración) y que estos florentinos-fiesolanos son por vieja fama ciegos refiriéndose o al hecho que fueron engañados por Totila (que se hizo pasar por amigo y después saqueó la ciudad) o a la leyenda de las columnas de pórfido del Baptistero (donadas por los pisanos, que se consideraban milagrosas porque hacían aparecer el rostro de los traidores, pero a causa de las raspaduras por parte de los pisanos se volvieron inutilizables, por lo cual se decía "pisanos traidores y florentinos ciegos"). Ellos son, además, parafraseando una análoga invectiva de Ciacco (Inf. VI, 74) avaros (entendidos como ávidos), envidiosos y soberbios, por lo cual Brunetto invita a Dante a estar por mucho tiempo con ellos. Además continua profetizando que por su fama ambas partes de Firenze tendrán hambre de él: se puede entender que ambas querrán "rasgarlo a pedazos" o que ambas lo querrán de su lado (en general los críticos modernos se inclinan por la primera interpretación, la segunda está ligada a los antiguos comentadores), pero la cabra deberá estar lejos de la "hierba" (otra frase a modo de proverbio).
Las "bestias fiesolanas" se comen entre ellas y dejan crecer lo bueno que brota de su estiércol, como fruto de la "santa" semilla del pueblo romano que decidió de quedarse después que la ciudad era un "nido de maldad".
Dante entonces se apresura a declarar todo su afecto hacia Brunetto: 

Si plenamente mi deseo se cumpliera

le respondí, vos no estaríais todavía

de la humana naturaleza puesto fuera;

que fijo en la mente guardo, y me contrista

ahora, la querida y buena imagen paterna

de vos cuando en el mundo, de tanto en tanto,

Sigue Dante explicando que aquello que le fue dicho, y, como le profetizó Farinata, será Beatriz a explicárselo más adelante.
Explica después que del exilio ya estaba al tanto (por Farinata degli Uberti, en el canto X) y que acepta lo que la Fortuna le previno, "pero gire su rueda como le plazca la Fortuna, y el villano su azada" (otra expresión que funciona como un proverbio, sacada quizás de una pasaje del Convivio, como puede suceder que un agricultor encuentre un tesoro con su azada).
Cierra la escena Virgilio, que dice "Bien escucha quien lo acota", o, según la interpretación más aceptada, es un buen oyente quien anota lo que escucha, es decir que se acuerda lo que oye.

### Clérigos y académicos - vv. 100-124

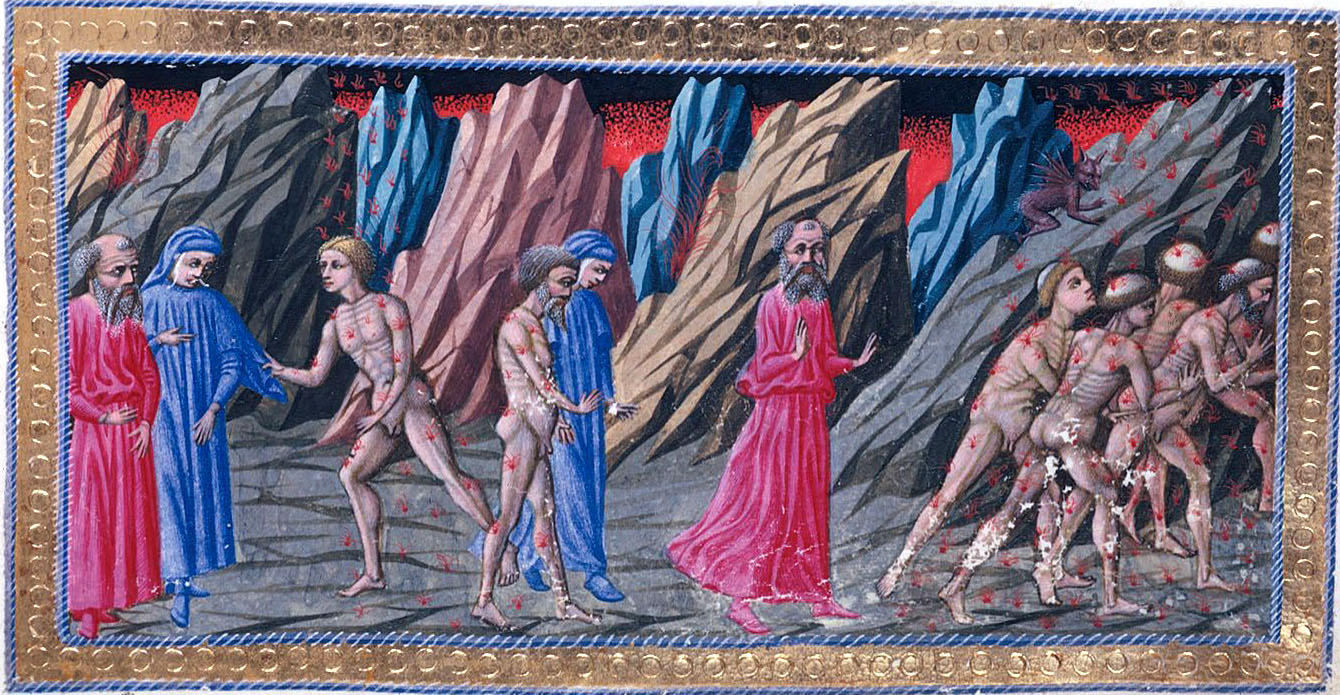
Priamo della Quercia, ilustración del Canto XV.

Entonces Dante, continuando a caminar junto a Brunetto, le pide de mostrarle alguno de sus compañeros de pena más conocidos e importantes. Brunetto, que especifica que no pueda decirle todos por cuestión de tiempo, dice que se trata de letrados y hombres de Iglesia (al menos los de su grupo), todos castigados por el mismo pecado: Prisciano de Cesarea, gramático de Constantinopla, Francesco d'Accorso, letrado de Bolonia y aquel que fue transferido del "siervo de los siervos" del Arno al Bacchiglione, donde murió: un rebus para indicar al obispo de Florencia Andrea de' Mozzi, transferido de Florencia a Vicenza (vienen citados los ríos de las dos ciudades) por Bonifacio VIII (que se había dado el apelativo pontificial de "siervo de los siervos"). En este caso el nombre viene omitido porque probablemente el escándalo del obispo "desnaturalizado" fue así de grande que una alusión de esta forma debía ser lo suficientemente explícita. Dante tuvo experiencia directa de este clamor en su juventud, y solo hacia el obispo usa palabras desdeñosas respecto a los otros sodomitas.
Brunetto querría decir más, pero su permanencia y su hablar no puede alargarse más, porque ya llega otro grupo corriendo que levanta humo sobre la arena, con los cuales no debe mezclarse. Le recomienda su Tesoro (su libro), "en el cual vivo todavía" y no pide nada más. Se gira y escapa, como aquellos que en Verona corren por el palio detrás de una tela verde; y parecía uno de aquellos que ganan, no un lento perdedor. Con esta similitud se concluye el canto. En el próximo Dante encontrará otros tres florentinos del grupo que se está acercando.